# Rock Bottom (film)
Pour les articles homonymes, voir Rock Bottom.
Pour plus de détails, voir Fiche technique et Distribution.
Rock Bottom est un film d'animation espagnol et polonais réalisée par María Trénor, sorti en 2024, et inspiré de l'œuvre de Robert Wyatt.

## Synopsis
Le film évoque l'histoire d'amour entre Robert Wyatt et Alfreda Benge, dit « Alif » qui a été déterminante pour l'inspiration créative autour de l'album Rock Bottom, un classique de l’École de Canterbury''''''.

## Fiche technique
Sauf indication contraire, les informations mentionnées dans cette section peuvent être confirmées par les bases de données cinématographiques IMDb et Allociné,  présentes dans la section « Liens externes ».
- Titre original : Rock Bottom
- Réalisation : María Trénor
- Scénario : María Trénor
- Musique : Robert Wyatt
- Décors : Dani Aizpitarte
- Costumes :
- Photographie :
- Animation : Marta Gil Soriano
- Son :
- Montage : Joaquín Ojeda de Haro
- Production : Alba Sotorra Clua, Miguel Molina, Robert Jaszczurowski, Aliaga Adán, Joaquín Ojeda de Haro et Dani Bagur
- Sociétés de production : Albasotorra, Jaibo Films, GS Animation, et Empatic Production
- Société de distribution : Avalon
- Budget :
- Pays de production :  Espagne et  Pologne
- Langue originale : anglais
- Format :
- Genre : Animation
- Durée : 86 minutes
- Dates de sortie :
  - France : 10 juin 2024 (Annecy)